# José Vargas (futbolista)
José Augusto Vargas Huayamabe (19 de diciembre de 1924 - 25 de julio de 2013) fue un futbolista ecuatoriano, más conocido por su apodo futbolístico de Pelusa, y por jugar para el Barcelona Sporting Club, siendo una de las figuras más importantes entre la década del 40 y del 50.

## Trayectoria
José Vargas debutó en el equipo de fútbol Panamá Sporting Club de la ciudad de Guayaquil, conocido como los cadetes, destacando como interior izquierdo. A finales de 1946, su compañero Fausto Montalván lo llevó al Barcelona SC, donde se destacó como delantero, elevando la fama del equipo originado en el barrio del Astillero como un ídolo del país, conformando el conocido Quinteto de Oro junto a los jugadores José Jiménez (después Jorge Mocho Rodríguez), Enrique Cantos, Sigifredo Chuchuca, y Guido Andrade. El 31 de agosto de 1949, fue parte de la histórica Victoria a Millonarios donde se logró derrotar al equipo Millonarios Fútbol Club considerado en aquel entonces uno de los mejores del mundo.
Falleció en la ciudad de Guayaquil, el 25 de julio de 2013 a la edad de 88 años.

### Como jugador
| Club      | País    | Año         |
| --------- | ------- | ----------- |
| Panamá    | Ecuador | 1941 - 1946 |
| Barcelona | Ecuador | 1946 - 1958 |

## Selección nacional
Fue internacional con la Selección de fútbol de Ecuador en 17 ocasiones. Su debut fue el 30 de noviembre de 1947 y su último partido fue 1 de abril de 1957.

### Participaciones en Campeonato Sudamericano
| Campeonato Sudamericano      | Sede    | Resultado     |
| ---------------------------- | ------- | ------------- |
| Campeonato Sudamericano 1947 | Ecuador | Sexto lugar   |
| Campeonato Sudamericano 1949 | Brasil  | Séptimo lugar |
| Campeonato Sudamericano 1953 | Perú    | Séptimo lugar |
| Campeonato Sudamericano 1955 | Chile   | Séptimo lugar |
| Campeonato Sudamericano 1957 | Perú    | Séptimo lugar |

## Palmarés
| Título             | Club                    | País    | Año  |
| ------------------ | ----------------------- | ------- | ---- |
| Liga de Guayaquil  | Barcelona Sporting Club | Ecuador | 1950 |
| Copa de Guayaquil  | Barcelona Sporting Club | Ecuador | 1955 |
| Serie A de Ecuador | Barcelona Sporting Club | Ecuador | 1960 |
| Copa de Guayaquil  | Barcelona Sporting Club | Ecuador | 1961 |